# آپلاهویه، بنین
آپلاهویه (به فرانسوی: Aplahoué) شهری در استان کوفو واقع در کشور بنین است که در سال ۱۹۹۲ میلادی ۱۵٬۱۷۶ نفر جمعیت داشته و جمعیت آن در سال ۲۰۰۵ میلادی به ۱۹٬۸۶۲ نفر رسیده‌است.